# Кукуз
Кукуз (грч. Κυκυσός, или Κουκουσός; лат. Coxon или Cucusus; тур. Göksun) је град и округ провинције Кахраманмараш у медитеранском региону Турске, у близини једног од извора ријеке Џејхан (древни Пирамос), у древној области Катаонијa.

## Историја
Кукуз је древни град. Најприје је био дио Катаоније, затим  Кападокије, а касније је припадао римској провинцији Јерменија Секунда. 
Константинопољски архиепископ Свети Павле Исповједник, изгнан из престонице у овај удаљени град, скончао је у овдје задављен од аријанских јеретика 350. године. Још један архиепископ Константинопољски, Свети Јован Златоусти, након другог свргавања (404. године), би послат у изгнанство у Кукуз, гдје га љубазно прими тамошњи епископ Аделфије. Боравећи овдје, Свети Јован својом проповијеђу приведе богопознању многе идолопоклонике. Због своје славе коју је имао у народу, Свети Јован Златоусти засмета цару Аркадију и царици Евдоксији и би протјеран одавде у удаљено пусто мјесто Питиунт, на обали Понтијског мора. 
Кукуски епископ Домнус учествовао је на Халкидонском сабору 451. године. Епископ Лонгин је био потписник заједничког писма епископа провинције Јерменије Секунде упућеног византијском цару Лаву I Трачанину  због убиства Протерија Александријског, 458. године. Епископ Јован био је учесник Другог Константинопољског сабору (553), а потоњи епископ Јован узео је учешће на Трулском сабору 692. године.   